# Cátia Tavares
Cátia Tavares (Vila Nova de Gaia, 6 de Dezembro de 1989) é uma actriz e cantora portuguesa.

## Carreira
Cátia Tavares começou o seu percurso a estudar música, com apenas três anos de idade, na Academia Musical de Vilar do Paraíso (Vila Nova de Gaia), onde teve aulas de dança clássica, ballet clássico e iniciação musical. Começou por tocar órgão, passou pelo piano e, finalmente, flauta transversal, tendo também aulas de classe de conjunto. Foi nessa mesma Academia que se estreou no teatro musical, interpretando o papel de Nala n' O Rei Leão. Participa também em Godspell, O Aladino, Scents of Light, Feiticeiro de Oz, Musicais.com e o Concerto da Missão Sorriso. No entanto, já em criança representava num grupo encenado pelo seu pai, num grupo de teatro em gulpilhares.
Com nove anos participa no concurso, Os Principais da RTP. Em 2009 frequenta o curso de interpretação na Academia Contemporânea do Espectáculo.
Em 2007, desempenhou o papel de "Guta", na novela da SIC Chiquititas. Tornou-se, assim, aclamada entre o público mais juvenil. Nesta série, Cátia interpretou um tema musical, "Há Certas Coisas", que veio posteriormente a ser incluído na banda sonora oficial da série. 
Posteriormente, interpretou a personagem Chava no musical de Filipe La Féria, Violinista no Telhado, no Teatro Politeama. Cátia dividiu o papel com a sua irmã, Mafalda Tavares. 
Em Setembro de 2008, foi escolhida pelo mesmo encenador para ser parte integrante do elenco da adaptação portuguesa de West Side Story - Amor Sem Barreiras. Cátia foi, então, seleccionada entre cerca de mil portuguesas para interpretar "Maria", obtendo assim o seu primeiro trabalho como protagonista de um musical, dividindo o papel com Bárbara Barradas, fazendo par com Ricardo Soler e Rui Andrade, que vestem a pele de "Tony". 
Enquanto Cátia interpetava "Maria" no Teatro Politeama, a sua amiga de infânica interpretava o mesmo papel, simultaneamente, em Londres, no West End. 
Após o seu trabalho no palco do Teatro Politeama, Cátia foi escolhida para participar em mais uma série televisiva: "Morangos Com Açúcar", da TVI. Nesta sétima temporada da série, interpreta o papel de "Clara". Desta vez, a série foi projectada num formato musical, onde Cátia representa, canta e dança. Vestindo a pele da sua personagem, interpetou alguns êxitos musicais como "Watcha See Is Watcha Get", "Can't Take My Eyes Off Of You", "Sway" e "Só Quero Voar", entre outros. 

## Teatro
A experiência adquirida na Academia Musical de Vilar do Paraíso, fez com que Cátia trabalhasse os seus dotes de performance artística e fez evoluir o seu talento. Após ter interpretado diversos musicais na Academia, como O Rei Leão,Godspell, Aladino, Scents of Light, O Feiticeiro de Oz, Musicais.com e uma participação no Concerto da Missão Sorriso, Cátia decidiu ir em busca do seu maior sonho e tornar-se uma profissional de Teatro Musical. 
Em 2008, Filipe La Féria apostou no talento de Cátia e escolheu-a para interpretar a personagem 'Chava' no musical "Um Violino no Telhado", no Teatro Politeama. Aqui, Cátia dividiu o papel com a sua irmã, Mafalda Tavares, e ambas foram merecedoras de óptimas críticas pelo público português. 
Em Setembro de 2008, foi escolhida pelo mesmo encenador para ser parte integrante do elenco da adaptação portuguesa de West Side Story - Amor Sem Barreiras. Cátia foi, então, seleccionada entre cerca de mil portuguesas para interpretar o papel de "Maria", obtendo assim o seu primeiro trabalho como protagonista de um musical. Era o primeiro grande desafio profissional que recebia em musicais. Dividiu o papel com Bárbara Barradas, fazendo par com Ricardo Soler e Rui Andrade, que vestem a pele de "Tony". 
Enquanto Cátia interpretava "Maria" no Teatro Politeama, a sua amiga de infância, Sofia Escobar, interpretava o mesmo papel, simultaneamente, em Londres, no West End. 
Em 2009, frequenta o curso de interpretação na Academia Contemporânea do Espectáculo.

## Televisão
Em 1998, com apenas nove anos, Cátia faz a sua primeira aparição na televisão, participando no concurso, Os Principais da RTP. 
Em 2007, desempenhou o papel de "Guta", na novela da SIC Chiquititas. Tornou-se, assim, aclamada entre o público mais juvenil. Nesta série, Cátia interpretou um tema musical, "Há Certas Coisas", que veio posteriormente a ser incluído na banda sonora oficial da série. 
Após ter passado pelo Teatro Politeama, Cátia aceitou o desafio em voltar a trabalhar na televisão, sendo seleccionada, através de um casting, para participar na série televisiva: "Morangos Com Açúcar", da TVI. Nesta sétima temporada da série, interpreta o papel de "Clara" e, dado que a série foi projectada num formato musical, Cátia teve de representar, cantar e dançar. Vestindo a pele da sua personagem, interpetou alguns êxitos musicais como "Whatcha See Is Whatcha Get", "Can't Take My Eyes Off Of You", "Sway" e "Só Quero Voar", entre outros. 
Na série O Mundo de Patty, ela cantava no grupo das Divinas(THE BEST) e das Populares.
2007 Chiquititas- Guta
2009 Morangos com açúcar- Clara
2009/2010 O Mundo De Patty- Dobrava a Personagem Bia e fazia coros das canções em português da série.